# Cal Joanet Fuster
Cal Joanet Fuster és una obra dels Hostalets de Pierola (Anoia) inclosa a l'Inventari del Patrimoni Arquitectònic de Catalunya.

## Descripció
Casa amb una paret mitjanera i tres façanes. Consta de planta baixa, pis i una segona planta retirada i coberta amb teulada a dues aigües. A la planta baixa té un sòcol de pedra emmarcat amb maó. té dues terrasses, una a la façana principal i una la posterior. Elements d'interès: treball de maó i ceràmica en els brancals de les obertures, la llosa del balcó formada per diferents plans esglaonats de maó, i l'acabament de la façana principal on en la barana del terrat hi ha unes jardineres adossades de rajoles de ceràmica sobre mènsules de maó. a la part posterior destaca una xemeneia de ceràmica vidriada de colors blau i blanc. A la façana lateral destaca el ràfec de maó. té un cos adossat en la part posterior més tardà.

## Història
El c/ Mestre Lladós fou urbanitzat a primers de segle xx. Aquest edifici forma part del conjunt format per les cases nª 1,3, 5, 7. La part posterior ha estat enderrocada per l'Ajuntament.